# Sageria
Sageria — рід грибів родини Helotiaceae. Назва вперше опублікована 1975 року.

## Класифікація
Згідно з базою MycoBank до роду Sageria відносять 2 офіційно визнаних види